# Piper Logan
Piper Logan, född 13 juli 2001, är en kanadensisk rugbyspelare. Hon ingick i det kanadensiska lag som tog silver i sjumannarugby vid OS 2024 i Paris.